# Joher Rassoul
Joher Rassoul (sinh 31 tháng 12 năm 1995) là một cầu thủ bóng đá Sénégal hiện tại thi đấu cho câu lạc bộ Bỉ Lokeren. Anh thi đấu ở vị trí tiền vệ phòng ngự.

## Sự nghiệp
Rassoul gia nhập Lokeren năm 2015 từ R.S.C. Anderlecht. Anh ra mắt tại Belgian Pro League ngày 28 tháng 11 năm 2015 trước Charleroi.